# ピルパック
PillPack, Inc.（ピルパック）は、2013年に設立されたアメリカ合衆国のオンライン薬局で、Amazonの子会社である。 本社は米国ニューハンプシャー州マンチェスターにある。
ピルパックは、親会社のAmazonが提供するAmazon Pharmacyと事業が競合しているが、Amazonはピルパックが「慢性疾患のために毎日複数の薬を管理する顧客のための明確なサービス」として、Amazon Pharmacyとは異なるニーズに対応するためのサービスとして運営を継続している。

## 歴史
2013年、ピルパックはTJ ParkerとElliot Cohenによって設立された。 IDEOのインキュベーションを受けたピルパックは、2014年までに31の州でライセンスを取得し、ロボットがパッケージングプロセスを処理する投薬パッケージで薬を出荷していた。 ソフトウェアの開発と管理はマサチューセッツ州サマービルを拠点とし、薬局のフルフィルメント業務はニューハンプシャー州マンチェスターにある複合施設ミルヤード（アモスケーグ・マニュファクチャリング・カンパニーの跡地）で行っていた。
2016年4月、Express Scriptsは、ピルパックが通販ではなく実店舗のある薬局であると虚偽の説明をしていたとして、今月末でピルパックを薬局給付マネージャーネットワークから外すと発表した。ピルパックは、Express Scriptsは単に自社の通信販売薬局に反競争的な優位性を与えようとしているだけだと主張した。ピルパックは、FixPharmacy.comというウェブサイトを立ち上げ、影響を受けた顧客（同社のビジネスの約3分の1を占める）にExpress Scriptsに苦情を申し立てるよう促す宣伝キャンペーンを開始した。 Express Scriptsは、営業停止処分が発効する前にピルパックのネットワークへの残留を認めることで合意した。
2018年6月、Amazonがピルパックを7億5300万米ドルで買収したと報じられた。 2019年11月、ピルパックはブランド名を「PillPack, an Amazon company」から「PillPack by Amazon Pharmacy」に変更した。
2019年6月、ロードアイランド州の連邦地方裁判所は、CVS Caremarkの元代表であるジョン・レヴィンがピルパックで保険金の支払い交渉を担当するポジションで働くことで、18ヶ月間の競業避止義務契約に違反したとの判決を下した。
2020年6月、ピルパックはユタ州ソルトレイクシティにある既存のコールセンターを拡張するため、アイダホ州メリディアンにカスタマーサービスコールセンターを建設する計画を発表した。
2021年12月、TJ ParkerとElliot CohenはAmazon Pharmacyの経営陣から外された。Parkerの後任には、Amazon Alexaの副社長ジョン・ラブが任命され、以前Amazon Primeを統括していたニール・リンゼイがAmazon PharmacyとAmazon Careの両方を担当することになった。Axiosは2人を「コンサルタントに降格」と表現したが、Amazonは降格ではなく、Amazonの従業員であることに変わりはないと述べている。
2022年5月、ピルパックはアメリカ合衆国連邦政府といくつかの州に579万ドルを支払い、アメリカ合衆国司法省の訴訟を解決することに合意した。訴状では、2014年4月から2019年11月にかけて、同社はメディケアとメディケイドの患者に許容量を超える量のインスリンを送り、その後、罰則を回避するために、それらの患者が持っていた残りの供給量を偽って報告したと主張していた。